# 中国共産党安徽省委員会
中国共産党安徽省委員会（ちゅうごくきょうさんとうあんきしょういいんかい）は中国共産党に所在する安徽省を運営する組織である。
中国共産党安徽省委員は中国共産党安徽省大会という選挙によって選出される。大会が開催されていない期間は、中国共産党中央委員会の指示を安徽省で実行し、安徽省の行動を指導し、中国共産党中央委員会に定期的に報告する。

## 沿革
1949年2月、渡江戦役の前夜、中国共産党中央委員会は皖南に「解放」がない現実を鑑み、しばらく中国共産党安徽省委員会を設立せず、長江を境に中国共産党皖北区委員会、中国共産党皖南区委員会を設置し、それぞれ党政軍の仕事を指導することにした。1952年1月2日、中国共産党中央委員会は中国共産党安徽省委員会の設立を承認し、中国共産党皖北区委員会、中国共産党皖南区委員会を廃止した。8月、皖南区と皖北区が合併して新しい安徽省になった。

## 職責
『中国共産党地方委員会工作条例』によると、中国共産党地方委員会は主に政治、思想と組織指導を実行し、以下の職能を担う。
1. 地域の主要な問題についての意思決定を行う。
2. 法的手続きを通じて、党組織の主張を地方の規制、地方政府の規則又はその他の政令にする。
3. 地域の思想文化宣伝工作に対する指導を強化し、イデオロギー工作の指導権、発言権をしっかりと掌握する。
4. 幹部管理権限に従い幹部を任免し、管理し、地方国家機関、政協組織、人民団体、国有企業事業単位等に重要幹部を推薦する。
5. 人民代表大会、政府、政治協商会議、裁判所、検察院、人民団体などが法により規約に基づき独立して責任を負い、協調一致して業務を展開することを支持・保証し、これらの組織における党グループの指導の核心的役割を発揮する。
6. 地域の群団活動と統一戦線活動に対する指導を強化する。
7. 所属する党組織と広範な党員を動員、組織し、大衆を団結させて党の目標任務を実現する。

## 構成機関
『安徽省機構改革方案』によると、中国共産党安徽省委員会には15の工作機関が設置され、工作機関が管理する機関（副庁級）が1つある。中国共産党安徽省委員会は以下の機構を設置している。
- 中国共産党安徽省委員会弁公庁

### スキル部門
- 中国共産党安徽省委員会組織部
- 中国共産党安徽省委員会宣伝部
- 中国共産党安徽省委員会統一戦線工作部
- 中国共産党安徽省委員会政法委員会

### 仕事部門
- 中国共産党安徽省委員会組織部政策研究室
- 中国共産党安徽省委員会組織部国家安全委員会弁公室
- 中国共産党安徽省委員会網絡安全・情報化委員会弁公室
- 中国共産党安徽省委員会財経委員会弁公室
- 中国共産党安徽省委員会機構編成委員会弁公室
- 中国共産党安徽省委員会軍民融合発展委員会弁公室
- 中国共産党安徽省委員会台港澳工作弁公室
- 中国共産党安徽省委員会巡回指導者小組弁公室
- 中国共産党安徽省委員会老幹部局

### 派遣機関
- 中国共産党安徽省委員会直属機関工作委員会

### 直属事業単位
- 中国共産党安徽省委員会党校
- 安徽社会主義学院
- 『安徽日報（中国語版）』社
- 中国共産党安徽省委員会党史研究院
- 安徽省公文書館

……

### 作業組織が管理する機関
- 中国共産党安徽省委員会機密局（省委員会弁公庁が管理する）

## 歴代の書記
| 肖像 | 氏名   | 就任           | 退任           | 注         |
| ---- | ------ | -------------- | -------------- | ---------- |
|      | 曽希聖 | 1952年1月      | 1962年2月      | [ 1 ]      |
|      | 李葆華 | 1962年2月      | 1971年1月      | [ 2 ]      |
|      | 李徳生 | 1971年1月      | 1975年5月      | [ 3 ]      |
|      | 宋佩璋 | 1975年5月      | 1977年6月      | [ 4 ]      |
|      | 万里   | 1977年6月      | 1980年3月      | [ 5 ]      |
|      | 張勁夫 | 1980年3月      | 1982年4月      | [ 6 ]      |
|      | 周子健 | 1982年4月      | 1984年12月     | [ 7 ]      |
|      | 黄璜   | 1984年12月     | 1986年4月      | [ 8 ]      |
|      | 李貴鮮 | 1986年4月      | 1988年4月      | [ 9 ]      |
|      | 盧栄景 | 1988年4月      | 1998年8月      | [ 要出典 ] |
|      | 回良玉 | 1998年8月      | 1999年12月     | [ 10 ]     |
|      | 王太華 | 2001年10月31日 | 2004年12月16日 | [ 11 ]     |
|      | 郭金龍 | 2004年12月16日 | 2007年12月1日  | [ 12 ]     |
|      | 王金山 | 2007年12月1日  | 2010年5月31日  | [ 13 ]     |
|      | 張宝順 | 2010年5月31日  | 2015年6月1日   | [ 14 ]     |
|      | 王学軍 | 2015年6月1日   | 2016年8月29日  | [ 15 ]     |
|      | 李錦斌 | 2016年8月29日  | 2021年9月30日  | [ 16 ]     |
|      | 鄭柵潔 | 2021年9月30日  | 2023年3月14日  | [ 17 ]     |
|      | 韓俊   | 2023年3月14日  | 2024年6月28日  | [ 18 ]     |
|      | 梁言順 | 2024年6月28日  | 現在           | [ 19 ]     |

## 歴代の構成員
第八期省委（2002年6月18日 - 2006年10月30日）
- 書記：王太華
- 副書記：許仲林、方兆祥、王昭耀、沈躍躍（女）、楊多良（回族）

第八期省委（2006年10月30日 - 2011年11月）
- 書記：郭金龍（ - 2007年12月）
- 副書記：王金山、王明方
- 常務委員：孫金龍、段敦厚（白族）、孫志剛、徐立全、趙樹叢、臧世凱、劉春良、詹夏來、王秀芳（女）、許援朝

第九期省委（2011年11月-2016年11月）
- 書記：張宝順（-2015年5月）、王学軍（2015年6月-2016年8月）、李錦斌（2016年8月-）
- 副書記：王三運（-2011年12月）、孫金龍（-2013年4月）、李斌（女）（2011年12月-2013年3月）、王学軍（2013年3月-2015年6月）、李錦斌（2013年4月-2016年8月）、李国英（2015年8月-）、信長星（2016年10月-）
- 常務委員：張宝順（-2015年5月）、王三運（-2011年12月）、孫金龍（-2013年4月）、余欣栄（-2012年3月）、徐立全（-2016年9月）、王賓宜（-2016年10月）、詹夏來（-2016年1月）、王炯（-2014年8月）、唐承沛、沈素琍（女）、宋海航（-2015年8月）、陳樹隆、呉存栄、李斌（女）（2011年12月-2013年3月）、曹征海（2012年5月-）、王学軍（2013年3月-2016年8月）、李錦斌（2013年4月-）、鄧向陽（2014年8月-）、李国英（2015年8月-）、于天明（2015年9月-）、孫雲飛（2016年9月-）、信長星（2016年10月-）、劉恵（2016年10月-）

第十期省委（2016年11月-2021年11月）
- 書記：李錦斌（-2021年9月）、鄭柵潔（2021年9月-）
- 副書記：李国英（-2021年1月）、信長星（-2020年7月）、王清憲（2021年1月-）、程麗華（女）（2021年4月-）
- 常務委員：李錦斌（-2021年9月）、李国英（-2021年1月）、信長星（-2020年7月）、唐承沛（-2017年7月）、呉存栄（-2017年3月）、鄧向陽（-2021年9月）、劉恵、劉莉（女）（-2020年2月）、孫雲飛、姚玉舟（-2020年5月）、虞愛華、宋国権（-2020年5月）、嚴植嬋（女）（2017年9月-2018年7月）、陶明倫（2017年11月-）、楊征（2018年1月-2020年2月）、丁向群（女）（2018年9月-）、劉孝華（2020年2月-）、張西明（2020年3月-）、郭強（2020年7月-）、張韻声（2020年12月-）、王清憲（2021年1月-）、程麗華（女）（2021年4月-）、鄭柵潔（2021年9月-）、劉海泉（2021年10月-）

第十一期省委（2021年11月-）
- 書記：鄭柵潔（-2023年3月）韓俊（2023年3月-2024年6月）、梁言順（2024年6月-）
- 副書記：王清憲、程麗華（女）（-2023年12月）、虞愛華（2024年1月-）
- 常務委員：鄭柵潔、王清憲、程麗華（女）（-2023年12月）、張西明、劉海泉、劉恵（-2022年12月）、虞愛華、張韻声、丁向群（女）（-2024年10月）、郭強（-2023年4月）、張紅文、汪一光（-2022年7月）、王貴勝（2022年4月-）、費高雲（2022年12月-）、陳舜（2023年4月-2024年5月）、劉国賓（2024年1月-）、錢三雄（2024年5月-）、梁言順（2024年6月-）、単向前（2024年8月-）、孫紅梅（2024年12月—)